# Antal Szerb
Antal Szerb (1. května 1901, Budapešť – 27. ledna 1945, Balf) byl maďarský spisovatel a literární historik židovského původu.

## Život a dílo
Narodil se v rodině asimilovaných Židů, jeho výchova byla katolická, sám se cítil národnostně pouze Maďarem. Vystudoval hungaristiku a germanistiku na Budapešťské univerzitě, roku 1924 získal doktorát.
První verše a kritiky publikoval v časopise Nyugat (Západ). Ve 30. letech se věnoval zejména literární teorii, roku 1934 vydal Dějiny maďarské literatury (Magyar irodalomtörténet), roku 1941 pak své nejoceňovanější vědecké dílo, Dějiny světové literatury (A világirodalom története).
Roku 1934 vydal svou první prozaickou knihu. V originále nesla název A Pendragon legenda, česky vyšla pod více názvy, roku 1946 jako Pendragonská příšera, roku 1998 Pendragonská legenda. Humoristická detektivka odehrávající se v Británii se stala velmi populární a překládaná, kritikou nejoceňovanější byl ovšem jeho román Cesta za měsíčního svitu (Utas és holdvilág), který vydal roku 1937. Román má mystické, ale i erotické prvky.
Po roce 1941 začaly v Maďarsku platit antisemitské zákony, mohl pak publikovat jen pod pseudonymem a musel přestat učit na univerzitě. Po zákazu časopisu Nyugat ztratil i svou publicistickou platformu. Přesto dále tvořil, roku 1944 napsal například historický román Královnin náhrdelník (A királyné nyaklánca). Toho roku byl však též deportován do pracovního tábora ve Fertőrákosi. Následně byl převezen do tábora s tvrdším režimem v Balfu, kde byl v roce 1945 ubit k smrti.
Posmrtně, krátce po válce, vyšly jeho eseje, ve svazcích Myšlenky v knihovně (Gondolatok a könyvtárban) a Kouzelník láme svou hůlku (A várazsló eltöri a pálcáját).